# Scelotes bourquini
Espèce
Statut de conservation UICN

 VU B1ab(i,ii,iii,iv,v) : Vulnérable
Scelotes bourquini est une espèce de sauriens de la famille des Scincidae.

## Répartition
Cette espèce est endémique de la province du KwaZulu-Natal en Afrique du Sud.

## Étymologie
Cette espèce est nommée en l'honneur d'Ortwin Bourquin.

## Publication originale
- Broadley, 1994 : The genus Scelotes Fitzinger (Reptilia: Scincidae) in Mozambique, Swaziland and Natal, South Africa. Annals of the Natal Museum, vol. 35, p. 237-259 (texte intégral).